# Seicercus whistleri
Seicercus whistleri là một loài chim trong họ Phylloscopidae.